# Concurs Internacional de Piano Josep Iturbi
El Concurs Internacional José Iturbi, més coneguda com a Premi Iturbi, és una competició internacional de piano que rep el nom del famós virtuós Josep Iturbi, que més tard es va convertir en un pianista de comèdies a Hollywood. Creat en 1981, s'ha dut a terme des de llavors en el mes de setembre i forma part de la Federació Mundial de Concursos Internacionals de Música. El Concurs consta de diverses rondes preliminars i dos proves finals realitzades amb l'Orquestra Municipal de València. En 1982 i 1992 el primer premi no es va concedir. El lloc habitual on se celebra és el Palau de la Música de València.

## Guardonats
| Any  | Primer premi                                               | Segon                                              | Tercer                  |
| ---- | ---------------------------------------------------------- | -------------------------------------------------- | ----------------------- |
| 1981 | Elza Kolodin                                               | Edson Elias                                        | Hüseyin Sermet          |
| 1982 | Desert                                                     | Desert                                             | Michel Gal              |
| 1983 | Patrick O'Byrne                                            | Youri Pochtar                                      | Mary Kathleen Ernst     |
| 1984 | Plantilla:Country data Romania (1965-1989) Christian Beldi | Desert                                             | Desert                  |
| 1986 | Rowena Arrieta                                             | Emiko Kumagai                                      | Yumiko Urabe            |
| 1988 | Igor Kamenz                                                | Brenno Ambrosini                                   | Jovianney Emmanuel Cruz |
| 1990 | Aleksey Orlovetsky                                         | ?                                                  | ?                       |
| 1992 | Desert                                                     | ?                                                  | Mariana Gurkova         |
| 1994 | Miri Yampolsky                                             | Mauricio Vallina                                   | Atsuko Seki             |
| 1996 | Uta Weyand                                                 | Jenny Lin                                          | Jung-Eun Kim            |
| 1998 | Duncan Gifford                                             | -                                                  | -                       |
| 2000 | Roman Zaslavsky                                            | Ángel Sanzo                                        | Sheila Arnold           |
| 2002 | Maria Zisi                                                 | Severin von Eckardstein Maria Stembolskaya (ex-a.) | Desert                  |
| 2004 | Alexandre Moutouzkine                                      | Jean-Frédéric Neuburger                            | Ingmar Schwindt         |
| 2006 | Josu de Solaun Soto                                        | Valentina Igoshina                                 | Andrei Yaroshinsky      |
| 2008 | Zhengyu Chen                                               | Soyeon Kim                                         | Marianna Prjevalskaya   |
| 2010 | Andrei Yaroshinsky                                         | Arta Arnicane                                      | Aleksey Lebedev         |
| 2012 | Tomoaki Yoshida                                            | Ilya Maximov                                       | Tetiana Shefran         |
| 2015 | Luka Okros                                                 | Viviana Lasaracina                                 | Aleksandra Jablczynska  |
| 2017 | Fatima Dzusova                                             | Saeyoon Chon                                       | Jorge Nava              |